# コンバインド・ジャパンカップ
コンバインド・ジャパンカップは、日本山岳・スポーツクライミング協会が主催する、スポーツクライミング全国大会のうち複合種目を扱うものである。

## 概要
東京オリンピックのスポーツクライミング実施種目であるコンバインド（複合）の日本一を決める大会。
ボルダリング・リードの2種目を実施して、各種目の成績をポイントに変換した合計点で成績を決める。
第2回大会（2019年5月開催）は、男女上位7名にオリンピック出場枠が与えられる「IFSC 世界選手権 八王子大会（同年8月開催）」への出場選考会の一つになっていた。
第3回大会は「東京オリンピックに出場するJOC推薦選手」の最終選考会になっていたが、新型コロナウイルス感染拡大の影響で2020年5月に盛岡市で開催予定だった大会が延期された。さらに同年12月、本大会で男女残り1枠を決める予定だったのが国際連盟との間で選手選考に関する解釈の違いが生じてしまいスポーツ仲裁裁判所（CAS）へ提訴していたが棄却されて出場選手枠が確定した為、最終選考会は行われない事になった。
第4回大会から、これまでスピード・ボルダリング・リードの順番で3種目を実施して各種目の順位を掛け算した得点の少なさで成績を決めていたが、パリオリンピックから複合種目がボルダリング・リードの2種目のみに変更になった為、スピード種目は除外された。

## 開催履歴
| 回 | 年月日              | 開催地                                                  | 女子優勝 | 男子優勝 |
| -- | ------------------- | ------------------------------------------------------- | -------- | -------- |
| 1  | 2018年6月23 - 24日  | 岩手県盛岡市 岩手県勤労身体障がい者体育館               | 野口啓代 | 楢﨑智亜 |
| 2  | 2019年5月25 - 26日  | 愛媛県西条市 石鎚クライミングパークSAIJO                | 野中生萌 | 楢﨑智亜 |
| 3  | 2020年12月26 - 27日 | 愛媛県西条市 石鎚クライミングパークSAIJO                | 野中生萌 | 藤井快   |
| 4  | 2021年6月18 - 19日  | 岩手県盛岡市 岩手県営運動公園スポーツクライミング競技場 | 野口啓代 | 楢﨑智亜 |
| 5  | 2022年11月12 - 13日 | 愛媛県西条市 石鎚クライミングパークSAIJO                | 森秋彩   | 安楽宙斗 |